# Agathoklés Syrakuský
Agathoklés ze Syrakus (starořecky Ἀγαθοκλῆς; 361 př. n. l. Himéra – 289 př. n. l. Syrakusy) byl od roku 317 př. n. l. tyranem v Syrakusách a od roku 304 př. n. l. králem velké části Sicílie. Oba posty držel až do své smrti v roce 289 př. n. l. Významná osobnost helénistické éry. Neúspěšně bojoval s Kartágem. V závěru života ovlivňoval dění v celém Středomoří. Jeho království se však ihned po jeho smrti rozpadlo.

## Život
Jeho rodina přišla do Syrakus v roce 343 př. n. l. s osadnickou vlnou, kterou inicioval Timoleón. Jeho rodina byla chudá a neurozená. Vyučil se tedy hrnčířem. Pak díky své udatnosti a síle udělal kariéru v armádě. Sňatkem s vdovou po mocném Damantovi nabyl roku 333 př. n. l. ohromného bohatství. To mu otevřelo cestu do aristokratické společnosti, která mu však často dávala najevo, že mezi ni nepatří. Když mu roku 332 oligarchičtí vládci odepřeli odměnu za vojenské tažení na pomoc jihoitalskému Krotónu, přidal se k demokratické opozici. Obžaloval vojevůdce Sósistrata z bažení po tyranii, ale vládnoucí strana politickému tlaku odolala a on musel odejít do exilu, kde se stal žoldnéřem. 
Po pádu oligarchické vlády se vrátil do Syrakus, kde byl zvolen generálem. Byl však podezřelý, že se chce stát tyranem, a musel pod tlakem Akestorida znovu odejít do exilu, dokonce těsně unikl nájemné vraždě. Na venkově shromáždil vojsko z dobrodruhů a uprchlíků, s nímž začal bojovat proti Kartagincům, s nimiž syrakuští oligarchové uzavřeli spojenectví. Kartgainec Hamilkar s ním uzavřel mír, v němž se Agathoklés zřekl jak útoků na Kartágo, tak pokusů o politický převrat v Syrakusách. Pod touto podmínkou se mohl do města vrátit. Po návratu ale ujednání nedodržel, naverboval ohromné vojsko mezi chudinou, s jehož pomocí provedl krvavý státní převrat, při němž bylo zavražděno 4000 lidí a 6000 muselo uprchnout, což byla na starověké poměry obrovská čísla. 
V praxi byl tyranem, i když demokratická ústava teoreticky zůstávala v platnosti. Jeho oficiální titul zněl στρατηγός αὐτοκράτωρ. Získal si mimořádnou oblibu tím, že chudým rozdal majetek uprchlíků. Dohodnutý mír s Kartaginci, kteří vládli západní polovině Sicílie, dodržoval, ale k jejich nelibosti dobýval jedno svobodné sicilské město za druhým. Messanu, která se odmítla podrobit, roku 312 př. n. l. strašlivým způsobem vyplenil. Kartaginci vzali pod ochranu Akragas, kam se úchylilo množství uprchlíků ze Syrakus. A právě toto město se stalo předmětem sporu a roku 311 př. n. l. vyvolalo novou válku mezi Agathoklésem a Kartágem. 
Na stranu Kartága se přidala téměř všechna Agathoklésem dosud nedobytá města a Syrakusy byly oblehnuty na souši i na moři. Agathoklés se rozhodl k odvážnému manévru, uprchl z obležení, naverboval 15 000 vojáků a přeplavil se roku 310 př. n. l. s tímto vojskem do Afriky, kde napadl přímo kartaginskou metropoli. V Africe využil protikartaginských nálad místního obyvatelstva a dosáhl mimořádných úspěchů. Ještě více pak tehdy, když lstí získal pod svou kontrolu kyrénské vojsko, které mu přišlo na pomoc (kyrénského vládce Ofella nalákal slibem, že mu nechá veškerá dobytá území, ale ihned po jeho příjezdu do Afriky ho nechal zavraždit). Válečné štěstí ztratil, když došlo k povstání v Sysakusách, které musel odjet potlačit. Když se vrátil, zjistil, že jeho situace na africkém bojišti se prudce zhoršila. Poněkud zoufale se pokusil situaci zvrátit přímým úderem na město Kartágo, ale byl poražen. Roku 306 př. n. l. tak musel z Afriky uprchnout, jeho synové byli povražděni vzbouřenými vojáky. 
Zprávy o této pohromě vyvolali nové povstání v Syrakusách vedené Deinokratem. Agathoklés povstání brutálně potlačil (Deinokrata nicméně ušetřil a úplatky z něj udělal svého horlivého podporovatele) a s Kartaginci uzavřel s mír, který obnovil status quo ante bellum. Poté přijal sicilský královský titul (asi 305 př. n. l.). Znovu si získal popularitu svým populismem, rád chodil mezi lid bez ochranky, dělal vulgární žerty, vyprávěl prostým lidem, jak se povznesl k moci ze stejné chudoby, v jaké nyní žijí oni. Přestože byl tyranem, režim v závěru života dosti zmírnil. 
Protože ale udržoval stále velké žoldnéřské vojsko, musel pokračovat v dobývání, aby ho mohl nasytit kořistí. Podařilo se mu takto dostat pod svou kontrolu téměř celou řeckou část Sicílie a část Kalábrie. Začal se vměšovat i do záležitostí diadochů v Řecku, když jednal v zájmu egyptského krále Ptolemaia, jehož nevlastní dceru Theoxenu pojal za třetí manželku. V roce 299 př. n. l. zničil makedonské loďstvo před Korkyrou, zmocnil se tohoto ostrova a roku 295 př. n. l. ho dal jako věno dceři své Lanasse, která se zasnoubila s Pyrrhem. Brzy poté dobyl Krotónu (295) a poplenil Bruttium. 
Pak se začal připravovat na velikou vojenskou výpravu, jejímž cílem bylo patrně dobytí Kartága. K ní ale už nedošlo, jeho vnuk Archagathos ho nechal otrávit. Agathoklés byl blízko tomu, aby dostal pod svou kontrolu celou Magnu Graecii a snad by se mu to mohlo podařit, kdyby založil královskou dynastii, ale to se nepovedlo v důsledku konfliktů v jeho rodině. Po jeho zavraždění v roce 289 př. n. l. se jeho království okamžitě rozpadlo. Toho využilo Kartágo a obnovilo svůj vliv na Sicílii. V samotných Syrakusách byla obnovena demokracie a jeho příbuzní byli vyhnáni nebo povražděni. Obvykle bývá uváděno, že jedním z jeho největších přínosů k dějinám bylo, že Římanům ukázal, že Kartágo je nejlépe k poražení, když je napadeno přímo ve své africké základně.
Ottův slovník naučný jeho osobnost hodnotil takto: "Agathoklés byl vojevůdce i státník vysoce nadaný, jenž neštítil se žádného prostředku, který záměrům jeho prospěti mohl, dle okolností však též umírněný a lidumilný; jako válečník zjednal si slavné jméno, ale ukrutnosti, jimiž panství své utvrzoval, poskvrnily pověst jeho v dějinách."